# Tico Fleming
Tico Fleming is een voormalig Nederlands honkballer.
Fleming maakte in 1977 deel uit van het Nederlands honkbalteam waarmee hij deelnam aan de Europese Kampioenschappen van dat jaar.